# Черкас, Олег Анатольевич
Олег Анатольевич Черкас (6 декабря 1961 года, Москва) — Заслуженный артист Российской Федерации, педагог SM Drama Academy.

## Биография
С 1979 года учился в Школе-студии Сергея Мелконяна при театре «Арлекин». После окончания учёбы включён в труппу театра «Арлекин» как актёр и режиссёр. Один из ведущих преподавателей Высшей театральной школы Сергея Мелконяна.
Умер в июне 2021 года от вируса COVID-19.

### Роли
- Шут на троне (Р. Лотар) — Арлекин
- Шут на троне — Монах
- Взятки или благодарность (по пьесе А. Н. Островского «Доходное место») — Жадов
- Взятки или благодарность — Белогубов
- Франсуа Вийон (по одноимённой поэме П. Г. Антокольского) — Вийон
- Франсуа Вийон — Пугало
- Франсуа Вийон — Мажорден
- Голодные (по пьесе У. Сарояна «Эй, кто-нибудь») — Молодой Капиталист
- Театр-1 / Звук шагов (С. Беккет) — Безногий
- Гамлет (У. Шекспир) — Полоний
- Гамлет — Горацио
- Буратино и Ко (по сказке А. Н. Толстого) — Карабас Барабас

### Режиссёрские работы
- Лысая певица (Э. Ионеско)[2][3]

## Награды и премии
- 1999 — Заслуженный артист Российской Федерации[4]